# NGC 4697
NGC 4697 (Caldwell 52) est une galaxie elliptique  située dans la constellation de la Vierge. Sa vitesse par rapport au fond diffus cosmologique est de 1 580 ± 24 km/s, ce qui correspond à une distance de Hubble de 23,3 ± 1,7 Mpc (∼76 millions d'al). NGC 4697 a été découverte par l'astronome germano-britannique William Herschel en 1784.

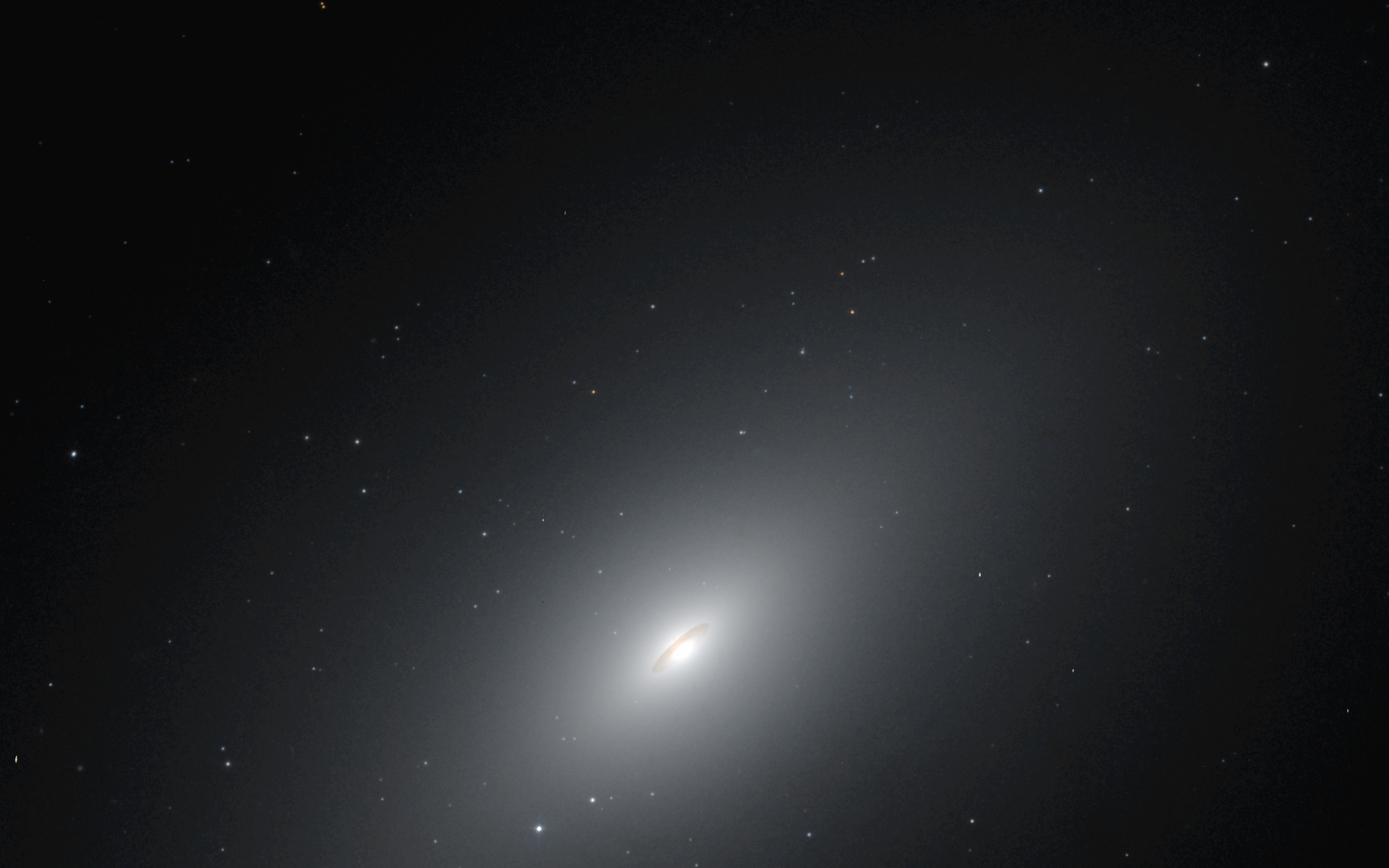
NGC 4697 par le télescope spatial Hubble.

NGC 4697 est une galaxie active avec un noyau de faible luminosité (LLAGN, Low-Luminosity Active Galactic Nucleus).

## Distance de NGC 4697
À ce jour, 25 mesures non basées sur le décalage vers le rouge (redshift) donnent une distance de 11,816 ± 3,699 Mpc (∼38,5 millions d'al), ce qui est nettement à l'extérieur des valeurs de la distance de Hubble. Cependant, cette galaxie est relativement rapprochée du Groupe local. On obtient souvent des distances assez différentes pour les galaxies rapprochées en se basant sur le décalage en raison du mouvement propre de ces galaxies dans le groupe où l'amas où elles sont situées. Cette valeur est peut-être plus près de la distance réelle de cette galaxie. Notons que c'est avec la valeur moyenne des mesures indépendantes, lorsqu'elles existent, que la base de données NASA/IPAC calcule le diamètre d'une galaxie.
Toutes les galaxies du groupe de NGC 4697, à l'exception de deux (UGCA 310 et MCG -1-33-82) présentent des distances de Hubble qui sont supérieures aux distances obtenues par des méthodes indépendantes du décalage vers le rouge. La distance de Hubble moyenne des galaxies est égale à 25,3 ± 2,5 Mpc (∼82,5 millions d'al) et celle des 15 galaxies qui ont trois mesures indépendantes et plus est de 17,4 ± 4,1 Mpc (∼56,8 millions d'al). Selon ces deux valeurs, ce groupe se dirige vers le centre de l'amas de la Vierge en direction opposée de la Voie lactée.

## Trou noir supermassif
Selon une étude réalisée auprès de 76 galaxies par Alister Graham en 2008, le bulbe central de NGC 4697 renferme un trou noir supermassif dont la masse est estimée à 1,7+0,2
−0,1 x 108 {\displaystyle M_{\odot }}.
Selon une autre étude publiée en 2008 basée sur des données dans le domaine des rayons X captées par le télescope spatial Chandra ainsi que sur des données en onde radio captées par le Karl G. Jansky Very Large Array (VLA) la masse du trou noir supermassif se trouve dans le centre de NGC 4697 serait d'environ 170 millions de masses solaires.

## Matière noire
La vitesse des amas globulaires dans le halo de NGC 4697 indique une fraction de son contenu en matière noire de (90 ± 4) % de sa masse à l'intérieur de cinq rayons effectifs.

## Groupe de NGC 4697
NGC 4697 fait partie d'un groupe de galaxies qui porte son nom. Le groupe de NGC 4697 compte au moins 19 galaxies dont NGC 4731, NGC 4775, NGC 4941, NGC 4948, NGC 4951, NGC 4958 et IC 3908.
Le groupe de NGC 4697 fait partie de l'amas de la Vierge.